# ニュービー
ニュービー（英: Newbie）は、「初心者」や「新参者」を意味するスラングであり、何らかの職業や活動に不慣れな者を指す。最近ではコンピュータ関係の初心者を意味することが多く、オンラインゲームなどのインターネット上の活動に関して使われることが多い。暗に軽蔑するような意味を持つが、特に価値判断せずに単に「初心者」の意味で使われることもある。
語源は定かではない。20世紀後期の米軍の隠語とされているが、似たような言葉はもっと以前から使われていた。綴りも定まっておらず、"newby"や "newbee"と綴られることもある。オンラインゲームの世界ではヌーブ（"noob"、"n00b"と綴ることが多い）が同じ意味で使われている。

## 歴史
語源は定かではない。一説にはアメリカ合衆国やオーストラリアで1850年代から使われている "newie" から派生したとされる。"newie" は場所や状況における「初心者」や「新参者」を意味する。別の説では、イギリスのパブリックスクールの新入生を意味するスラングである "new boy" や "new blood" から派生したとされている。
1960年代から1970年代にかけて、"newbie" はベトナム戦争時に米軍内でスラングとして使われており、部隊に新たに配属された兵士を指していた。インターネットでの初期の用法として、ネットニュースのニュースグループ talk.bizarre で使われたことが知られている。1981年にはネット上で使われ始めたと見られている。

## 派生語
もともと口語表現であるため、綴りは様々である。"newbie" 以外に "newby"、"nubie"、"newbee" などがある。例えば、1985年8月のロサンゼルス・タイムズの記事に "It had to do with newbees. I could be wrong on the spelling, but newbees are the rookies among the Blue Angels..." という文章がある。
関連する派生語として、"newb" と "noob"（"n00b" や "nub" といった綴りが多い）がある。"newb" は学習意欲のある初心者を指すが、"noob" は軽蔑的な呼称である。世界の新語流行語を研究している Global Language Monitor は100万語目の英単語の候補として "noob" を挙げた。